# Notre temps (Salvador)
Pour les articles homonymes, voir Notre temps.
Notre temps (en espagnol : Nuestro Tiempo, abrégé NT) est un parti politique du Salvador. Fondé en 2019, il est dirigé par Juan Valiente.
Le parti se positionne comme centre humaniste.

## Résultats
| Année | Voix   | %    | Élus   |
| ----- | ------ | ---- | ------ |
| 2021  | 42 200 | 1,68 | 1 / 84 |